# Magnesioneptunita
La magnesioneptunita és un mineral de la classe dels silicats, que pertany al grup de la neptunita. Rep el nom per la seva composició química i la seva pertinença al grup de la neptunita.

## Característiques
La magnesioneptunita és un silicat de fórmula química KNa₂Li(Mg,Fe)₂Ti₂Si₈O24. Va ser aprovada com a espècie vàlida per l'Associació Mineralògica Internacional l'any 2009. Cristal·litza en el sistema monoclínic. La seva duresa a l'escala de Mohs es troba entre 5 i 6.
Segons la classificació de Nickel-Strunz, la magnesioneptunita pertany a «09.EH - Estructures transicionals entre fil·losilicats i altres unitats de silicat» juntament amb els següents minerals: manganoneptunita, neptunita, watatsumiïta, grumantita, sarcolita, ussinguita, leifita, teliuixenkoïta, eirikita i nafertisita.
L'exemplar que va servir per a determinar l'espècie, el que es coneix com a material tipus, es troba conservat al Museu Mineralògic Fersmann, de l'Acadèmia de Ciències de Rússia, a Moscou (Rússia), amb el número de registre: 3747/1.

## Formació i jaciments
Va ser descoberta al xenòlit núm. 5 del mont Lakargi, una muntanya situada a la caldera Verkhnechegemskaya, a la vall de Baksan (Kabardino-Balkaria, Rússia). Es tracta de l'únic indret de tot el planeta on ha estat descrita aquesta espècie mineral.